# Arruaba
Arruaba ist ein spanischer Ort in der Provinz Huesca der Autonomen Gemeinschaft Aragonien. Arruaba, im Pyrenäenvorland liegend, gehört zur Gemeinde Sabiñánigo. Der Ort auf 875 Meter Höhe hat zurzeit keine Einwohner.
Arruaba liegt etwa 23 Kilometer südöstlich von Sabiñánigo und ist von der A1604 zu erreichen. Der Ort gehört zur Landschaft Guarguera.

## Sehenswürdigkeiten
- Romanische Pfarrkirche Santiago el Mayor aus dem 12. Jahrhundert[1]